# 美国主教座堂列表
以下是美国主教座堂列表，包括罗马天主教、美国圣公会和东正教等采用主教制的教派的主教座堂。

### 亚拉巴马州
伯明翰：基督降临座堂 （美国圣公会）
伯明翰：圣保禄主教座堂（罗马天主教）
莫比尔：基督教会座堂（Christ Church Cathedral） （美国圣公会）
莫比尔：无玷始胎主教座堂（Cathedral of the Immaculate Conception）（罗马天主教）

### 阿拉斯加州
安科雷奇：圣家主教座堂（Holy Family Cathedral） （罗马天主教）
安科雷奇：圣英诺森主教座堂（St. Innocent Cathedral）（东正教）
安科雷奇：St. Nicholas of Myra Pro-Cathedral（拜占庭礼天主教）
科迪亚克：神圣复活主教座堂（Holy Resurrection Cathedral）（东正教）
锡特卡：天使长圣米迦勒主教座堂（St. Michael the Archangel Cathedral） （东正教）
乌纳拉斯卡：基督升天主教座堂（Holy Ascension of Our Lord Cathedral）（东正教）

### 亚利桑那州
凤凰城：三一座堂（Trinity Cathedral），（美国圣公会）
凤凰城：圣司提反代主教座堂（St. Stephen Pro-Cathedral），（拜占庭礼天主教）
凤凰城：圣三一希腊正教主教座堂（Holy Trinity Greek Orthodox Cathedral）（希腊正教）
凤凰城：圣西满及圣犹达主教座堂（Cathedral of Saints Simon and Jude） （罗马天主教）

### 阿肯色州
小石城：圣安德肋主教座堂（St. Andrew's Cathedral）（罗马天主教）
小石城：三一座堂（Trinity Cathedral），（美国圣公会）

### 加利福尼亚州

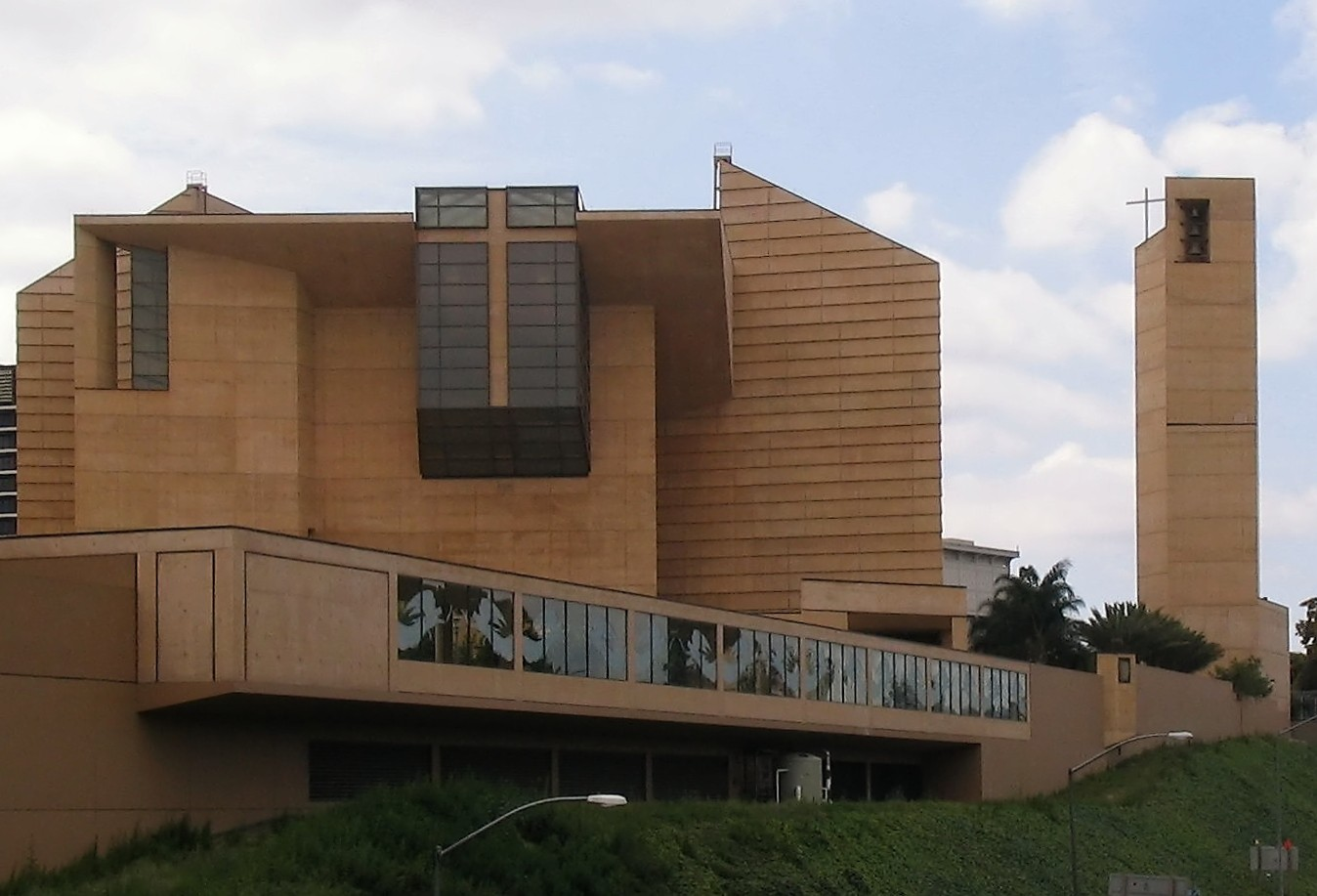
洛杉矶天使之后主教座堂

El Cajon
圣彼得主教座堂（St. Peter's Cathedral） （加尔底亚公教会）
弗雷斯诺
圣雅各座堂（St. James' Cathedral）（美国圣公会）
圣若望主教座堂（St. John's Cathedral）（罗马天主教）
洛杉矶
圣保罗座堂（Cathedral Center of St. Paul）（美国圣公会）
圣约翰座堂（St. John's Cathedral）（美国圣公会）
洛杉矶天神之后主教座堂（Cathedral of Our Lady of the Angels） （罗马天主教）
圣毕比亚纳主教座堂（Cathedral of Saint Vibiana） （罗马天主教，已消失）
神圣圣母主教座堂（Holy Virgin Mary Cathedral） （东正教）
圣彼得主教座堂 - 黎巴嫩山圣母（St. Peter Cathedral - Our Lady of Mount Lebanon） （马龙派天主教）
圣索菲亚主教座堂（St. Sophia Cathedral）（希腊正教会）
西部天使主教座堂（West Angeles Cathedral）（五旬节派）
蒙特雷
圣嘉禄‧鲍荣茂主教座堂（Cathedral of San Carlos Borromeo） （罗马天主教）
奥克兰
耶稣升天希腊正教主教座堂（Ascension Greek Orthodox Cathedral）（希腊正教）
基督之光主教座堂（Cathedral of Christ the Light） （罗马天主教）
圣方济各沙雷氏主教座堂（Cathedral of St. Francis de Sales） （罗马天主教）
橙市
圣家主教座堂（Cathedral of the Holy Family）（罗马天主教）
萨克拉门托
圣体圣事主教座堂（Cathedral of the Blessed Sacrament） （罗马天主教）
应许主教座堂（Cathedral of Promise） （大都会社区教会）
三一座堂（Trinity Cathedral） （美国圣公会）
圣贝纳迪诺
玫瑰圣母主教座堂（Our Lady of the Holy Rosary Cathedral）（罗马天主教）
圣迭戈
圣若瑟主教座堂（St. Joseph's Cathedral）（罗马天主教）
圣保罗座堂（St. Paul's Cathedral）（美国圣公会）
旧金山
圣母升天主教座堂（Cathedral of St. Mary of the Assumption） （罗马天主教）
恩典座堂（Grace Cathedral） （美国圣公会）
圣三一主教座堂（Holy Trinity Cathedral） （美国正教会）
旧圣母主教座堂（Old Saint Mary's Cathedral） （罗马天主教）
诸忧苦者之喜乐圣母主教座堂（Holy Virgin Cathedral,Joy of all who Sorrow）（俄罗斯正教会）
圣母领报主教座堂（Annunciation Cathedral）（希腊正教会）
圣尼古拉主教座堂（St Nicholas Cathedral）（俄罗斯正教会）
圣何塞
圣若瑟圣殿主教座堂（Cathedral Basilica of St. Joseph）（罗马天主教）
圣帕特里克主教座堂（Saint Patrick Proto-Cathedral）（罗马天主教）
三一座堂（Trinity Cathedral）  （美国圣公会）
圣罗沙
圣尤金主教座堂（Cathedral of St. Eugene） （罗马天主教）
Sherman Oaks
圣母主教座堂（Cathedral of St. Mary） （拜占庭礼天主教）
斯托克顿
圣母领报主教座堂（Cathedral of the Annunciation）（罗马天主教）

### 科罗拉多州
丹佛：旷野圣约翰座堂（Cathedral of St. John in the Wilderness） （美国圣公会）
丹佛：无玷始胎主教座堂（Cathedral Basilica of the Immaculate Conception）（罗马天主教）
普韦布洛：圣心主教座堂（Cathedral of the Sacred Heart） （罗马天主教）

### 康涅狄格州
哈特福德：圣若瑟主教座堂（Cathedral of St. Joseph），（罗马天主教）
哈特福德：基督教会座堂（Christ Church Cathedral]] （美国圣公会）
布里奇波特：圣奥斯定主教座堂（St. Augustine Cathedral） （罗马天主教）
Norwich 圣帕特里克主教座堂（St. Patricks Cathedral） （罗马天主教）
Bloomfield：第一主教座堂（The First Cathedral），"A Church for all people" （非教派）

### 特拉华州
威尔明顿 ：圣伯多禄主教座堂（Cathedral of St. Peter）， （罗马天主教）
威尔明顿 ：圣约翰座堂（St. John's Cathedral）（美国圣公会）

### 華盛頓哥倫比亞特區

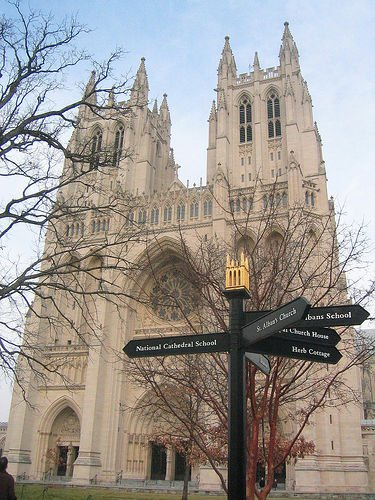
华盛顿国家座堂

宗徒玛窦主教座堂（Cathedral of St. Matthew the Apostle）（罗马天主教）
华盛顿国家座堂 （Washington National Cathedral）（美国圣公会）
圣施洗约翰主教座堂（Cathedral of St. John the Baptist） （俄罗斯东正教）
圣索菲亚主教座堂（St. Sophia Cathedral） （希腊东正教）
圣尼古拉主教座堂（St. Nicholas Cathedral） （美国东正教）

### 佛罗里达州
劳德代尔堡：阳光主教座堂（Sunshine Cathedral），大都会社区教会
杰克逊维尔：圣约翰座堂（St. John's Cathedral），（美国圣公会）
迈阿密：圣母主教座堂（St. Mary's Cathedral）（罗马天主教）
迈阿密：三一座堂（Trinity Cathedral）（美国圣公会）
奥兰多：圣雅各伯主教座堂（St. James Cathedral）（罗马天主教）
奥兰多：圣路加座堂（Cathedral Church of St. Luke），（美国圣公会）
棕榈海滩花园：圣依纳爵罗耀拉主教座堂（Cathedral of St. Ignatius of Loyola），（罗马天主教）
圣奥古斯丁：圣奥斯定主教座堂（Cathedral Basilica） （罗马天主教）
圣彼得斯堡：圣犹达主教座堂（St. Jude's Cathedral）（罗马天主教）
圣彼得斯堡：圣彼得座堂（Cathedral Church of St. Peter）（美国圣公会）
威尼斯：Epiphany Cathedral （罗马天主教）
塔拉哈西：Co-Cathedral of St. Thomas More，（罗马天主教）
彭萨科拉：圣心主教座堂（Cathedral of the Sacred Heart）（罗马天主教）

### 乔治亚州
亚特兰大：圣母领报主教座堂（Cathedral of the Annunciation），（希腊正教）
亚特兰大：基督君王主教座堂（Cathedral of Christ the King），（罗马天主教） 
亚特兰大：圣腓力座堂（Cathedral of St. Philip），（美国圣公会）
萨凡纳：圣若翰洗者主教座堂（Cathedral of St. John the Baptist）（罗马天主教） （页面存档备份，存于）

### 夏威夷州
檀香山：圣安德烈座堂（Cathedral Church of Saint Andrew）（美国圣公会）
檀香山：和平之后主教座堂（Cathedral of Our Lady of Peace）（罗马天主教）
檀香山：圣女小德兰主教座堂（Co-Cathedral of Saint Theresa of the Child Jesus） （罗马天主教）

### 爱达荷州
博伊西：圣米迦勒座堂（Cathedral Church of St. Michael），（美国圣公会）
博伊西：圣若望主教座堂（Cathedral of St. John the Evangelist）（罗马天主教）

### 艾奥瓦州
达文波特：圣心主教座堂（Sacred Heart Cathedral）（罗马天主教）
达文波特：圣三一座堂（Trinity Cathedral）（美国圣公会）
得梅因：圣盎博罗削主教座堂（St. Ambrose Cathedral）（罗马天主教）
得梅因：圣保罗座堂 （Cathedral Church of St. Paul）（美国圣公会）
迪比克：聖辣斐爾主教座堂（St. Raphael's Cathedral）（罗马天主教）
苏城：主显主教座堂 （Cathedral of the Epiphany）（罗马天主教）

### 伊利诺伊州

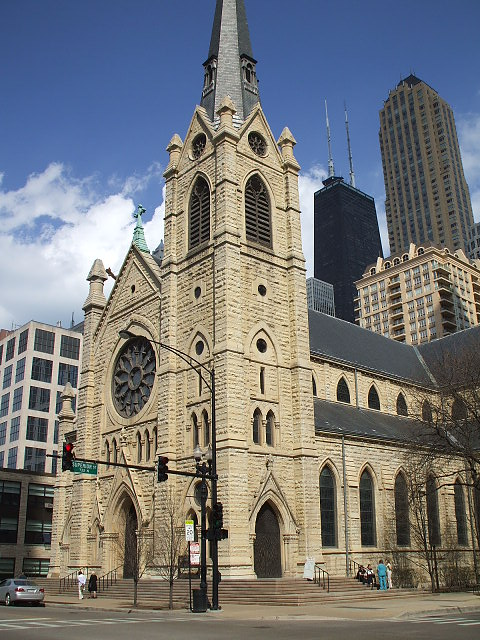
芝加哥圣名主教座堂

芝加哥：圣名主教座堂（Holy Name Cathedral），（罗马天主教）
芝加哥：圣乔治主教座堂（St. George Cathedral），（东正教）
芝加哥：圣三一主教座堂（Holy Trinity Cathedral），（东正教）
芝加哥：圣雅各座堂（Cathedral of St. James），（美国圣公会）
芝加哥：圣伯多禄主教座堂（St. Peter's Old Catholic Cathedral），（旧天主教会）
贝尔伍德：圣额我略主教座堂（Saint Gregorios Cathedral Church），（东正教）
斯普林菲尔德：无玷始胎主教座堂（Cathedral of the Immaculate Conception），（罗马天主教）
斯普林菲尔德：圣保罗座堂（St. Paul's Cathedral），（美国圣公会）
皮奥里亚：圣母无玷始胎主教座堂（Cathedral of Saint Mary of the Immaculate Conception）（罗马天主教）
皮奥里亚：圣保罗座堂（St. Paul's Cathedral），（美国圣公会）
乔利埃特：圣雷蒙主教座堂（Cathedral of Saint Raymond Nonnatus），（罗马天主教）

### 印第安纳州
印第安纳波利斯：基督教会座堂（Christ Church Cathedral），（美国圣公会）
印第安纳波利斯：圣伯多禄保禄主教座堂（Saints Peter and Paul Cathedral）（罗马天主教）
南本德：圣雅各座堂（St. James' Cathedral）（美国圣公会）
韦恩堡：无玷始胎主教座堂（Cathedral of The Immaculate Conception），（罗马天主教）
加里：圣天使主教座堂（Holy Angels Cathedral），（罗马天主教）

### 内布拉斯加州
奥马哈：圣塞西利娅主教座堂（St. Cecilia Cathedral）， （罗马天主教）
奥马哈：三一座堂（Trinity Cathedral），（美国圣公会）
林肯：基督复活主教座堂（Cathedral of the Risen Christ）， （罗马天主教）
格兰德艾兰：圣母圣诞主教座堂（Cathedral of the Nativity of the Blessed Virgin Mary），（罗马天主教）

### 内华达州
拉斯维加斯：守护天使主教座堂（Guardian Angel Cathedral），（罗马天主教）
里诺：圣多瑪斯‧阿奎纳主教座堂（St. Thomas Aquinas Cathedral），（罗马天主教）

### 新罕布什尔州
曼彻斯特：圣若瑟主教座堂（罗马天主教）

### 新泽西州
纽瓦克：圣心圣殿主教座堂（Cathedral Basilica of the Sacred Heart），（罗马天主教）
纽瓦克：三一与圣腓力座堂（Trinity and St Philip's Cathedral），（美国圣公会）
帕赛克：圣弥额尔总领天使主教座堂（Cathedral of St Michael the Archangel），（拜占庭礼天主教）
帕特森：圣若翰洗者主教座堂（Cathedral of St. John the Baptist），（罗马天主教）
特伦顿：三一座堂（Trinity Cathedral），（美国圣公会）
特伦顿：圣母主教座堂（St Mary Cathedral），（罗马天主教）
卡姆登：无玷始胎主教座堂（Cathedral of the Immaculate Conception），（罗马天主教）
Metuchen ：亚西西的圣方济各主教座堂（St Francis of Assisi Cathedral），（罗马天主教）

### 新墨西哥州
阿尔伯克基：圣约翰主教座堂（Cathedral of St. John）， （美国圣公会）
圣菲：圣方济各主教座堂（Saint Francis Cathedral）， （罗马天主教）

### 纽约州
奥尔巴尼：无玷始胎主教座堂（Cathedral of the Immaculate Conception） （页面存档备份，存于），（罗马天主教）
奥尔巴尼：诸圣座堂（Cathedral of All Saints） （页面存档备份，存于） ，（美国圣公会）
布法罗：圣保罗主教座堂（St. Paul's Cathedral），（美国圣公会）
布鲁克林：基督变像主教座堂（Cathedral of the Holy Transfiguration of Our Lord），（东正教）
布鲁克林：圣雅各伯圣殿主教座堂（St. James Cathedral Basilica），（罗马天主教）
纽约市：圣约翰座堂 (纽约)（Cathedral of Saint John the Divine），（美国圣公会）
纽约市：圣博德主教座堂（St. Patrick's Cathedral），（罗马天主教）
纽约市：圣韦登主教座堂（St. Vartan Cathedral），（亚美尼亚使徒教会）

### 北卡罗来纳州
阿什维尔：诸灵座堂（Cathedral of All Souls）（美国圣公会）
罗利：圣心主教座堂（Cathedral of the Sacred Heart），（罗马天主教）

### 北达科他州
俾斯麦：圣神主教座堂（Cathedral of the Holy Spirit），（罗马天主教）
法戈：客西马尼座堂（Gethsemane Cathedral），（美国圣公会）
法戈：圣母主教座堂（St. Mary's Cathedral），（罗马天主教）

### 新罕布什尔州
曼彻斯特：圣若瑟主教座堂（罗马天主教）

### 犹他州
盐湖城 ：玛德兰主教座堂（Cathedral of the Madeleine）, （罗马天主教）
盐湖城 ：圣马可座堂（St. Mark's Cathedral），（美国圣公会）

### 佛蒙特州
伯灵顿：无玷始胎主教座堂（Cathedral of the Immaculate Conception），（罗马天主教）
伯灵顿：圣保罗座堂（St. Paul's Cathedral），（美国圣公会）

### 维吉尼亚州
阿灵顿：圣托马斯莫尔主教座堂（Cathedral of St. Thomas More），（罗马天主教）
Orkney Springs：耶稣变像座堂（Cathedral Shrine of the Transfiguration），（美国圣公会）
里士满：圣心主教座堂（Cathedral of the Sacred Heart），（罗马天主教）

### 华盛顿州
西雅图：圣雅各伯主教座堂（St. James' Cathedral），（罗马天主教）
西雅图：圣马可座堂（St. Mark's Cathedral），（美国圣公会）
斯波坎：露德圣母主教座堂（Cathedral of Our Lady of Lourdes），（罗马天主教）
斯波坎：圣约翰座堂（Cathedral of St. John），（美国圣公会）

### 西维吉尼亚州
惠灵：圣若瑟主教座堂（St. Joseph Cathedral），（罗马天主教）
查尔斯顿：圣心主教座堂（Sacred Heart Co-Cathedral），（罗马天主教）
查尔斯顿：圣乔治主教座堂（St. George Orthodox Cathedral）（安提阿正教会）

### 威斯康星州
欧克莱尔：基督教会座堂（Christ Church Cathedral），（美国圣公会）
格林贝：圣方济各沙勿略主教座堂（St. Francis Xavier Cathedral），（罗马天主教）
丰迪拉克：圣保罗主教座堂（St. Paul's Cathedral），（美国圣公会）
密尔沃基：诸圣座堂（All Saints' Cathedral），（美国圣公会）
密尔沃基：Cathedral of St. John the Evangelist，（罗马天主教）
拉克罗斯：圣若瑟主教座堂（Cathedral of Saint Joseph the Workman），（罗马天主教）
麦迪逊：Saint Raphael's Cathedral （罗马天主教）
苏必利尔：基督君王主教座堂（Cathedral of Christ the King），（罗马天主教）

### 怀俄明州
夏延：圣母主教座堂（St. Mary's Cathedral），（罗马天主教）
拉勒米：圣马太座堂（St. Matthew's Cathedral），（美国圣公会）